# Sam Poo Kong
Sam Poo Kong (chino: 三保洞; pinyin: Sānbǎo Dòng), también conocido como el Templo Gedung Batu, es el templo chino más antiguo de Semarang, Java Central, Indonesia. Originalmente establecido por el explorador chino musulmán Zheng He (también conocido como Sanbao), ahora es compartido por indonesios de múltiples denominaciones religiosas, incluyendo musulmanes y budistas, y de etnias, incluyendo chinos han y javaneses.

## Historia
Los cimientos de Sam Poo Kong se establecieron cuando el explorador musulmán chino, el almirante Zheng He, llegó a la parte occidental de lo que hoy es Semarang a través del río Garang; el año se disputa, con sugerencias que van desde 1400 hasta 1416. Después de desembarcar de sus barcos, Zheng encontró una cueva en una ladera rocosa y la usó para rezar. Estableció un pequeño templo antes de dejar Java, pero, habiéndose aficionado a la zona, su ayudante Wang Jing y varios tripulantes se quedaron atrás. Se instaló una estatuilla de Zheng en la cueva.
El templo original fue destruido en 1704, colapsando bajo un derrumbe. En octubre de 1724 el templo fue completamente renovado. Se hizo una nueva cueva, junto a la anterior.
A mediados del siglo XIX Sam Poo Kong era propiedad de un Sr. Johanes, un terrateniente de ascendencia judía, que cobraba a los devotos por el derecho a rezar en el templo. Incapaz de pagar cuotas individuales, la comunidad china gastaba 2000 gulden al año para mantener el templo abierto; más tarde se redujo a 500 gulden después de que los adoradores se quejaran del gasto. Como esto era todavía una carga pesada, los devotos abandonaron Sam Poo Kong y encontraron una estatua de Zheng He para llevarla al Templo Tay Kak Sie, a 5 kilómetros, donde podían rezar libremente.
En 1879, Oei Tjie Sien, un prominente hombre de negocios local, compró el complejo Sam Poo Kong y lo utilizó gratuitamente; en respuesta, los chinos locales lo celebraron con un carnaval y comenzaron a regresar a Sam Poo Kong. La propiedad del templo se transfirió a la nueva fundación Sam Poo Kong en 1924.
El templo recibió otra renovación completa en 1937. Después de la invasión japonesa de las Indias, el comando japonés instaló la electricidad y proporcionó al templo una evaluación escrita enmarcada para Zheng He. Durante los cinco años de revolución indonesia después de que los japoneses dejaron la recién independizada Indonesia, el templo fue descuidado y cayó en mal estado.
En 1950, Sam Poo Kong fue renovado de nuevo. Sin embargo, a partir de la década de 1960 la creciente inestabilidad política hizo que se descuidara de nuevo. De 2002 a 2005 fue objeto de otra gran renovación.

## Diseño
El complejo de Sam Poo Kong incluye cinco templos de estilo arquitectónico mixto chino y javanés. Los templos son Sam Poo Kong (el más antiguo), Tho Tee Kong, Kyai Juru Mudi, Kyai Jangkar y Kyai Cundrik Bumi. Un sitio de culto adicional, Mbah Kyai Tumpeng, se encuentra en el complejo. Los edificios se extienden sobre 3,2 hectáreas (7,9 acres).
Tho Tee Kong (también conocido como Templo Dewa Bumi), está justo dentro de la gran puerta en el extremo norte del complejo; es usado por aquellos que buscan las bendiciones del dios de la tierra Tudigong. Junto a Tho Tee Kong está el Templo Kyai Juru Mudi, el sitio de entierro de Wang Jing Hong, uno de los diputados de Zheng He. A menudo es frecuentado por personas que buscan el éxito en los negocios.
El templo principal está construido justo enfrente de la cueva, al sur de Kyai Juru Mudi. En la cueva hay un altar, un equipo de adivinación y una pequeña estatua de Zheng He. Debajo del altar hay un pozo que se dice que nunca se seca y que es capaz de curar varias dolencias. Antes de las renovaciones de 2002, el templo medía 16 x 16 metros. Ahora mide 34 x 34 metros.
Más al sur está el templo Kyai Jankar, llamado así por un ancla sagrada usada por Zheng He que se encuentra en su interior. El templo contiene un altar a los tripulantes de Zheng que murieron mientras cumplían con sus deberes. El templo más al sur es Kyai Cundrik Bumi, que se utiliza para adorar un arma usada por Zheng. Cerca de allí está el Mbah Kyai Tumpeng, un lugar de oración usado por la gente que desea su bienestar.

## Carnaval
Cada año lunar, el 30 del sexto mes, en el aniversario de la llegada de Zheng He a Semarang, los chino-indonesios desfilan las estatuas de Zheng He, Lauw In, y Thio Ke de Tay Kak Sie en Sam Poo Kong. Empezó después de que Sam Poo Kong volviera ser de uso público, el carnaval está destinado a mostrar respeto a los exploradores.